# Exekuční řád
Exekuční řád (ve zkratce e. ř., ex. ř., EŘ nebo ExŘ) je zkrácený název zákona č. 120/2001 Sb., o soudních exekutorech a exekuční činnosti (exekuční řád) a o změně dalších zákonů. Je právním předpisem upravujícím postavení a činnost soudních exekutorů, provádění exekucí, stejně jako postavení a organizaci exekutorské komory a otázek souvisejících. 
Předcházel mu zákon č. 79/1896 ř. z., o řízení exekučním a zajišťovacím (exekuční řád), který byl zrušen k roku 1951, poté byly exekuce upraveny pouze v občanském soudním řádu. Nejdříve v části třetí zákona č. 142/1950 Sb., pak jako tzv. výkony rozhodnutí v části šesté (původně páté) zákona č. 99/1963 Sb. I v případě exekučního řádu přijatého v roce 2001 se stále občanský soudní řád subsidiárně použije, otázky, které výslovně exekuční řád neřeší, se totiž podle jeho § 52 odst. 1 přiměřeně řídí úpravou obsaženou v občanském soudním řádu. Zákon č. 255/2023 Sb. změnil zákon č. 120/2001 Sb ohledně nároků exekutora na náklady exekuce v exekučním řízení, ve kterém je povinný nemajetný.

## Systematika zákona
Celý zákon se člení na dvacet částí, první část, samotný exekuční řád, se dále člení na čtrnáct hlav:
- Část první: Exekuční řád
  - hlava I: Základní ustanovení – zakotvuje základní zásady, principy, práva a povinnosti exekučního řádu
  - hlava II: Exekutor – upravuje předpoklady pro působení soudního exekutora, jeho postavení a exekutorský úřad, stejně jako exekutorského kandidáta, exekutorského koncipienta a dalších jeho zaměstnanců
  - hlava III: Provedení exekuce – řeší samotný průběh exekuce od jejího nařízení až po ukončení, podpůrně se použije občanský soudní řád
  - hlava IV: Způsoby provedení exekuce – normuje jednotlivé možnosti provedení exekuce na základě vydaných exekučních příkazů, podpůrně se použije občanský soudní řád
  - hlava V: Další činnost exekutora – opravňuje soudního exekutora k dalším činnostem, zejména k sepisování exekutorských zápisů
  - hlava VI: Náklady exekuce a náklady oprávněného – určuje náklady, které v souvislosti s prováděním exekuce vzniknou a které budou určeny příkazem k úhradě nákladů exekuce
  - hlava VII: Odměna exekutora – upravuje odměnu soudního exekutora jako součást nákladů exekuce
  - hlava VIII: Manipulace se spisy a jejich úschova – normuje povinnosti soudního exekutora v oblasti dokladování exekucí a jejich archivace, stejně jako vydávání stejnopisů, opisů a výpisů z exekutorských zápisů
  - hlava IX: Samospráva exekutorů – upravuje postavení a organizaci exekutorské komory
  - hlava X: Kárná odpovědnost exekutora, kandidáta a koncipienta – řeší kárná provinění soudního exekutora, exekutorského kandidáta a exekutorského koncipienta, kárné řízení a kárná opatření; v případě soudního exekutora se podpůrně použije zákon o kárném řízení ve věcech soudců a státních zástupců
  - hlava XI: Zvláštní ustanovení o doručování – upravuje některé otázky spojené s doručováním písemností, podpůrně se však stále použije občanský soudní řád
  - hlava XII: Správní delikty – může se jich dopustit exekutorská komora a zde jsou upraveny následky takové odpovědnosti
  - hlava XIII: Centrální evidence exekucí – vede ji jako veřejný seznam exekutorská komora a evidují se v ní usnesení o nařízení, odkladu či zastavení exekuce, stejně jako dražební vyhlášky a oznámení dražebních roků
  - hlava XIV: Přechodná a závěrečná ustanovení – řeší mj. některá již neaktuální přechodná opatření, zavádí důležitý princip, že pokud se jinde hovoří o výkonu rozhodnutí, myslí se tím i exekuce a je zde zakotveno zmocnění pro ministerstvo spravedlnosti vydat v oblasti exekučního řízení jisté prováděcí vyhlášky

- Část druhá: Změna obchodního zákoníku
- Část třetí: Změna zákona o zápisech vlastnických a jiných věcných práv k nemovitostem
- Část čtvrtá: zrušena
- Část pátá: Změna občanského soudního řádu
- Část šestá: zrušena
- Část sedmá: Změna zákona o bankách
- Část osmá: Změna živnostenského zákona
- Část devátá: zrušena
- Část desátá: zrušena
- Část jedenáctá: zrušena
- Část dvanáctá: Změna zákona o užívání státního znaku, státní vlajky a ostatních symbolů České republiky
- Část třináctá: Změna zákona o notářích a jejich činnosti
- Část čtrnáctá: Změna zákona o advokacii
- Část patnáctá: Změna zákona o odpovědnosti za škodu způsobenou při výkonu úřední moci rozhodnutím nebo nesprávným úředním postupem
- Část šestnáctá: Změna zákona o dani dědické, dani darovací a dani z převodu nemovitostí
- Část sedmnáctá: zrušena
- Část osmnáctá: Změna zákona o veřejných zakázkách
- Část devatenáctá: Změna zákona o daních z příjmů
- Část dvacátá: Účinnost – 1. 5. 2001 (část první, hlava třetí až osmá a § 131 až 1. 9. 2001)

Zákon také obsahuje dvě přílohy, jedna obsahuje vzor otisku razítka a pečetidla soudního exekutora a druhá vzor označení jeho úřadu.